# Pantalone
Pantalone este o mască venețiană și probabil cel mai important personaj din commedia dell'arte. Numele său provine de la  San Pantalone, un sfânt popular în Veneția. Numele său complet este  Pantalone de Bisognosi, Bisognosi având sensul de nevoiaș în limba italiană.

## Originea personajului
Pantalone s-a născut în Veneția la mijlocul secolului al XVI-lea, ca un negustor bogat tipic, avar și desfrânat: numele său este în mod obișnuit impus bărbaților din familiile bogate din Republica Venețiană. Un personaj similar era deja prezent în comediile renascentiste, dar adevărata sa origine este personajul Magnifico care juca costumat în pătrățele alături de servitorul său Zanni.

## Carlo Goldoni
Negustorul venețian, bogat și zgârcit, Pantalone este un personaj care apare în mai multe piese de teatru scrise de Carlo Goldoni: Slugă la doi stăpâni, Văduva isteață, Bolnava prefăcută, Fata cinstită, Familia anticarului, Flecărelile femeilor, Mincinosul sau în Feudalul. Pantalone este bătrân, având același caracter ca strămoșul său Magnifico; el nu are încredere în nimeni; este de obicei soțul încornorat și are mereu o înclinație senilă donjuanescă - lucru care dezvoltă întotdeauna intriga. Un personaj complementar al lui Pantalone  este Doctorul - un bătrân pedant, deși erudit acesta devine la rândul său ridicol datorită situaților în care intră.